# Prostitución en la guerra civil española
La prostitución en la guerra civil española fue parte de una batalla ideológica más amplia sobre la mujer y su papel en la sociedad. En el período moderno anterior a la Segunda República, la prostitución era ilegal en España, aunque en este último período se hicieron esfuerzos para legalizarla con argumentos de control sanitario y aplicación de tasas con la justificación de que ayudaría a mejorar la salud de las personas al abordar mejor la propagación de las infecciones de transmisión sexual (ITS), conocidas en ese momento como enfermedades venéreas y para mantener el orden público. Durante la dictadura de Primo de Rivera, ser una prostituta etiquetada podría ser un descalificador para participar en la vida pública. Las mujeres de la Confederación Nacional del Trabajo (CNT) se oponían a la prostitución como parte de esfuerzos más amplios relacionados con la emancipación de la mujer.
En el período de la Segunda República existían diferentes posicionamientos en la sociedad: el prohibicionismo, el reglamentarismo y el abolicionismo.  A partir de 1931 y hasta 1935, la Segunda República adoptó un enfoque abolicionista y reglamentario para apaciguar ambos lados del debate.
Durante la guerra civil española, la prostitución se convirtió en un tema de debate importante para muchas mujeres de la izquierda ante la confusión de las aliadas feministas extranjeras. Con mujeres que hacían mucha propaganda en ambos lados, los líderes militares y políticos acusaron a las milicianas de ser prostitutas y ninfómanas, con el fin de desacreditar su participación en el frente. Los militares nacionalistas a menudo utilizaban prostitutas en el frente doméstico.
Es difícil evaluar el alcance del problema de la prostitución en el período franquista, ya que las lesbianas, consideradas indeseables, eran simplemente acusadas de ser prostitutas.

## Antecedentes
Las acusaciones de prostitución han sido utilizadas como calumnias contra las mujeres como una forma de desempoderamiento que se remonta a la biblia cristiana. Las acusaciones de ser prostituta también se han utilizado para definir quién es una "mujer buena" y quién es una "mujer mala". También se formularían acusaciones falsas para desacreditar a los opositores sociales y políticos.

### Prostitución y feminismo
El feminismo de este período fomentó la creencia de que las mujeres deberían trabajar para mejorar el estado a través de la mejor naturaleza de las mujeres, con su naturaleza más cuidadosa y nutriente. Esto se extendió al dominio de tener mayor capacidad para controlar sus propias actividades reproductivas en virtud de ser las que dieron a luz.
El feminismo de la primera ola en España comenzó alrededor de 1850 y continuó hasta alrededor de 1950. Las mujeres de clase media y alta de los primeros años de España se convirtieron en feministas al tomar conciencia de las desigualdades a las que se enfrentaban como resultado de que los hombres las consideraban intelectualmente inferiores. Desde el punto de vista ideológico, el feminismo de la primera ola era diverso en su enfoque de los problemas que enfrentaban las mujeres, pero en general se centraba en proporcionar a las mujeres acceso a la educación y participación en la vida pública como parte de una estrategia más amplia para demostrar las capacidades intelectuales de las mujeres. Esta ola terminó en gran medida a nivel internacional como resultado de los logros obtenidos en la obtención del sufragio universal, que tenía la creencia subyacente de que las mujeres eran lo suficientemente inteligentes como para votar. Estaba muy influenciado por el socialismo. En lugares como Portugal, a las feministas de la primera ola a veces se les llamaba "feminismo de corsé" porque procedían de mujeres de clase media que podían permitirse comprar corsés y otros adornos femeninos. En contraste, el feminismo de la segunda ola se define más por los movimientos de liberación de la mujer y los esfuerzos por la igualdad de derechos.  Este grupo quería acabar con la represión sexual de las mujeres que asociaban con la "moral burguesa".
El feminismo de la primera ola se veía a menudo opuesto a la prostitución en base a que las mujeres eran moral y espiritualmente superiores a los hombres, y cumplían importantes funciones de protección de los hombres en la sociedad al actuar como guardianes morales y espirituales. La oposición a la prostitución se basa también en la necesidad de prohibir la prostitución para proteger a las mujeres y los niños de los abusos cometidos por los hombres. En otros contextos, la oposición a la prostitución se refería a la necesidad de redimir la moralidad de las mujeres. Para algunos, sobre todo en los Estados Unidos y en las partes católicas de Europa, incluida España, la oposición a la prostitución se basaba en que era poco más que parte de la trata de blancas y en la mejora de la pureza de la sociedad. Aquellos que argumentaban en contra de la prostitución debido a la esclavitud de los blancos a menudo eran separados del movimiento feminista de la primera ola.

### El fascismo y la prostitución
El fascismo a veces apoyaba la prostitución regulada. La oposición a la prostitución es mucho más frecuente, a menudo debido a la creencia de que la legalización de la prostitución se traduciría en un aumento del número de hombres que contraen enfermedades de transmisión sexual.  En otros casos, se opuso como una violación de las creencias religiosas. Muchos fascistas en este período creían que las mujeres se definían en torno a la reproducción. Por lo tanto, la mayor oposición a la prostitución a menudo implicaba la creencia de que la prostitución representaba una profunda crisis moral y racial. Los fascistas calumniarían a los enemigos políticos de ser o apoyar a las prostitutas, como lo demuestra la propagación de enfermedades venéreas que dañan a un país en general. Los judíos de varios países serían acusados de apoyar la prostitución.

## Preludio de la Segunda República (1800-1922)
La prostitución ha sido ilegal en España desde 1864, con períodos variables y cambios en los estatutos legales. La prostitución era legal en la España anterior a la Segunda República. Tratar de legalizar la prostitución era difícil, porque las prohibiciones de la prostitución a mediados del siglo XIX existían a nivel provisional, por lo que no era fácil alcanzar una solución nacional, aunque la policía local tenía listas de prostitutas. Esto se resolvió finalmente tratando la prostitución como una crisis de salud y creando el Reglamento Especial del Servicio de Higiene de la Prostitución en 1905 por el Real Consejo de Sanidad. La policía nacional fue acusada de hacerla cumplir en su primer año, antes de que la policía local asumiera el cargo en 1909, y las listas de la policía eran problemáticas, ya que algunas mujeres figuraban como prostitutas que ofrecían sus servicios de forma gratuita.
La prostitución se legalizó en España en una medida considerada muy progresista por los dirigentes masculinos de la época. Fue visto como una manera de aislar las enfermedades venéreas y proporcionar una manera natural para que los hombres alivien sus impulsos mientras protegen a las mujeres en general y el honor de las familias españolas. Al legalizar la prostitución, el gobierno también esperaba frenar la masturbación masculina y la homosexualidad. Mientras tanto, las mujeres pobres y blancas tenían que temer ser traficadas como esclavas.
El Código Penal de 1870 permitió el proxenetismo y la prostitución. Fue modificado en 1904 para hacer ilegal el proxenetismo. Las leyes suntuarias en España en este período significaban que las prostitutas podían usar prendas de vestir y joyas que las mujeres más respetables y morales no podían. El Convenio Internacional de 1904 firmado en París exigía al gobierno español que vigilara la trata de mujeres en las estaciones de ferrocarril y en los puertos. Si se encontraban prostitutas intentando entrar en España desde el extranjero, se suponía que debían ser repatriadas a sus países de origen.
En 1918, las enfermedades venéreas comenzaron a ser reconocidas como un verdadero problema en la sociedad española y algunas clínicas empezaron a permitir que las prostitutas las utilizaran para evitar la propagación de estas infecciones.  Las clínicas especializadas en enfermedades venéreas comenzarían a extenderse por todo el país a partir de 1920. Las leyes posteriores decían que los médicos podían exigir a las personas con enfermedades venéreas que se sometieran a un tratamiento involuntario por ello.
El Patronato Real para la Represión de la Trata de Blancas fue creado en 1902 para luchar contra la prostitución y la propagación de enfermedades venéreas en España, siendo supervisado por la María Cristina de Austria, la reina consorte. Continuaría hasta 1931, y, fuera de la Reina Regente, la junta tenía en su mayoría miembros hombres o mujeres de origen aristocrático con poco interés en el tema. Su actividad principal era denunciar a las presuntas prostitutas a la policía, y luego intentar que estas mujeres dejaran de hacerlo poniéndolas en un refugio. La escritora y política Margarita Nelken fue particularmente crítica con sus esfuerzos en este período, ya que consideró que la organización era muy ineficaz para ayudar a las mujeres.
La Sociedad Abolicionista Española fue creada en 1922 por César Juarros, la primera organización de este tipo que busca la abolición de la prostitución en España.

## Dictadura de Primo de Rivera (1923-1930)
El artículo 51 del Estatuto Municipal del Real Decreto del 8 de marzo de 1924 incluía por primera vez un apéndice que permitiría a las autoridades electorales a nivel municipal inscribir a las mujeres mayores de 23 años que no estuvieran controladas por tutores masculinos o por el Estado para ser contadas. El artículo 84.3 dice que las mujeres solteras pueden votar en las elecciones municipales siempre que sean responsables del hogar, mayores de 23 años, y no prostitutas, y que su situación no cambie. Al mes siguiente, se hicieron cambios que permitieron que las mujeres que cumplían con estos requisitos se postularan para cargos políticos.
Durante este período, los miembros de la CNT tuvieron que reunirse clandestinamente en muchos lugares. Las mujeres continuaron perfeccionando sus posiciones durante la dictadura de Primo de Rivera. En la década de 1920, los anarquistas consideraban que las mujeres tenían menos hijos, una mayor educación sexual y la eliminación de la prostitución como una posición que proporcionaría resistencia a las instituciones e ideologías a las que se oponían, incluyendo el capitalismo, la religión y el ejército.  Estos cambios también emanciparían a las mujeres, al definirlas en torno a una tarea distinta a la reproducción.

## Segunda República Española (1931–1937)
Una de las características de este período fue que los hombres en cargos de poder trataron de socavar a las mujeres que intentaban acercarse a este tipo de puestos, llamándolas zorras y putas. En este período, hubo oposición a la prostitución por la creencia de que destruía la raza española y conducía a la propagación de enfermedades venéreas. Las anarquistas condenaron a las mujeres de clase media y alta por sus opiniones sobre la prostitución. Los anarquistas creían que apoyaban la prostitución para que las clases bajas fueran contaminadas, mientras que las mujeres de clase media y alta podían mantener su apariencia de castidad.
El 1 de julio de 1931, el gobierno de la Segunda República abolió por decreto el Patronato para la Trata de Blancas y lo sustituyó por el Patronato de Protección de la Mujer el 11 de septiembre de 1931. Esto creó un marco regulatorio para la legalización de la prostitución, al mismo tiempo que ponía a España en conformidad con los acuerdos internacionales y prometía, de manera más general, trabajar en favor de la abolición de la prostitución en España. Los proyectos de ley de la Segunda República en materia de prostitución fueron redactados por José Sánchez-Covisa (miembro de la Sociedad Española de Dermatología y Sifiliografía), el filósofo Mario Méndez Bejarano, el dermatólogo Enrique Álvarez Sainz de Aja (1884-1965), Julio Bravo Frías (jefe de la Sección de Higiene Social y Propaganda) y el jurista Luis Jiménez de Asúa.
En abril de 1932, se eliminaron todos los impuestos sobre la prostitución, incluso si se utilizaba la intención de destinar esos fondos a servicios antivenéreos. Este debate continuaría hasta 1935, cuando la Segunda República adoptó un enfoque abolicionista y regulador para apaciguar a ambas partes del debate. Durante uno de estos debates, Clara Campoamor tomó la palabra en el Congreso de Diputados, diciendo:

La ley no puede reglamentar un vicio; la ley no puede decir que para lograr la Sanidad abre libremente las puertas de los burdeles a la juventud; porque si lograra la Sanidad el fin que persigue, habría causado un daño infinitamente mayor (…). Sin esas casas de prostitución sostenidas, amparadas y respetadas por el Estado, el mal que internacionalmente se persigue no podría tener realidad ni eficacia (…). Es preciso que la ley se ocupe de este aspecto y declare, de una vez, que queda abolida la reglamentación, porque las víctimas de la prostitución son, en un 80 por 100, mujeres menores de edad, y es realmente una crueldad y hasta una ironía formidable ver a nuestras leyes civiles protegiendo al menor, privándole de personalidad hasta para celebrar un contrato, para adquirir dinero a préstamo, para enajenar un inmueble, para expresar su voluntad, y que, en cambio, no le rindan protección alguna cuando se trata de la libertad de tratar su cuerpo como una mercancía. Las mujeres que nos hemos dedicado a investigar este problema, esta lacra social, nos hemos encontrado, asombradas, con que en los Dispensarios se expide hoy un “carnet” medical; pero cual será su garantía sanitaria-esa ficción que persigue el Estado al reglamentar-cuando no se atreve a estampar en dicho “carnet” más que estas palabras: “Sana probable.” Esto es lo que se dice de la mujer reconocida. Pues bien, esos “carnets” se dan en los Dispensarios médicos sin que acredite la solicitante su mayoría de edad, sin un solo documento, sin la partida del Registro civil y sin que quede un solo rastro del expediente.
Clara Campoamor

En 1933, la Ley de Vagos y Maleantes eliminó la homosexualidad como un crimen de los libros, excepto entre los miembros de las fuerzas armadas. Los mendigos, los rufianes, los proxenetas y las prostitutas siguen siendo considerados delincuentes. Aprobada el 4 de agosto de 1933, fue aprobada por unanimidad en el Congreso de Diputados.

## Guerra civil española (1936–1939)
Durante la guerra civil, algunas mujeres recurrieron a la prostitución porque estaban hambrientas y no tenían nada más con lo que pudieran hacer trueque. Fue una decisión de último recurso, ya que sus maridos, hermanos y padres que las apoyaban fueron asesinados durante la guerra.  Las autoridades españolas respondieron mostrando dos caras al mismo tiempo, tolerando abiertamente la práctica y condenando al mismo tiempo sólo a las mujeres implicadas en ella. Durante la guerra, siguieron existiendo roles de género arraigados, junto con la prostitución.
Federica Montseny, encargada de la cartera de Salud Pública y Bienestar desde noviembre de 1936 hasta mayo de 1937, abrió escuelas para ayudar a las prostitutas a aprender nuevos oficios.
Incluso después de que los nacionalistas tomaran el control de una zona, el sistema de regulación de la prostitución de la Segunda República continuó y no terminaría hasta el final oficial de la guerra.

### Mujeres Libres
Mujeres Libres se convirtió en una de las organizaciones anarquistas femeninas más importantes durante la guerra civil. Sus filas fueron ayudadas por mujeres que pasaron de la CNT a participar en su organización. Una de sus mayores luchas durante la Guerra Civil fue la lucha contra la prostitución. Se consideró que la educación era un aspecto clave de esto, ya que creían que las mujeres educadas tendrían menos probabilidades de recurrir a la prostitución.  Tenían más de 20.000 miembros en 1938.
Los anarquistas extranjeros encontraron desconcertantes a organizaciones como Mujeres Libres, ya que las discusiones sobre los derechos de las mujeres anarquistas españolas a menudo se basaban en la expansión de los derechos y, al mismo tiempo, en el mantenimiento de los roles tradicionales de género. Los miembros mayores a menudo criticaban a los más jóvenes, considerándolos demasiado indecisos para actuar y considerándolos obsesionados con la sexualidad, el control de la natalidad y el acceso a los abortos.

### Calumnias y propaganda
Las mujeres involucradas en el lado republicano de la Guerra Civil fueron difamadas de oficio por los nacionalistas, acusadas de propagar infecciones de transmisión sexual, de ser inmorales y antinaturales. Las mujeres jóvenes que mostraron una feminidad manifiesta en el lado nacionalista durante la guerra también fueron calumniadas por su sexualidad, y acusadas de ser traidoras al estado por coquetear con los hombres. Las mujeres asociadas con Mujeres Libres fueron a veces despedidas como prostitutas por su desafío a los roles tradicionales de género. Las mujeres que se encuentran en la cárcel a menudo acusan a otras mujeres de ser prostitutas para tratar de dar a entender que su estado es mejor que el suyo. Esto se debía a que para las mujeres en las cárceles nacionalistas, no había manera de que estas mujeres se diferenciaran como prisioneras políticas a las que a menudo se alojaban junto a ellas.
Los líderes militares y políticos calumniaron a las milicianas, acusándolas de ser prostitutas y ninfómanas, lo que representaba una amenaza mayor para la República que las fuerzas fascistas a las que se enfrentaban en la batalla porque propagaban enfermedades venéreas. Clara Campoamor estaría entre una serie de voces que instan a las mujeres a salir del frente, acusándolas de ser prostitutas. Cuando esto fue compartido entre las milicianas, hizo hervir parte de su sangre, ya que les demostró que la izquierda no era mejor que la derecha cuando se trataba de proteger los derechos de las mujeres. Estas razones, junto con la falta de entrenamiento en el manejo de armas, se utilizaron para argumentar que las mujeres deberían ser retiradas del frente. Rosario Sánchez Mora, La Dinamitera, reaccionó con enfado al ser entrevistada, diciendo que las comparaciones con prostitutas la lastiman, ya que estas mujeres estaban listas para morir por sus ideales y listas para morir por aquellos que compartían su ideología izquierdista. Las milicianas a menudo creaban y compartían narraciones que destacaban su castidad durante la guerra civil.  Cuando fueron entrevistadas por la prensa, muchas mujeres se sintieron ofendidas por las preguntas sobre su vida privada. La propaganda nacionalista en el contrato a menudo describía a la miliciana como una prostituta. Al final, las milicianas que figuraban en la propaganda publicada por ambas partes durante la Guerra Civil a menudo servían como símbolo de un ideal cultural de género. Sus representaciones eran a menudo para la mirada masculina en ambos lados de la guerra propagandística.  La forma en que a menudo se les dibujaba como seres altamente sexualizados facilitaba a los que estaban en ambos lados el descartarlos como prostitutas.

### Ejército nacionalista
Salamanca y Burgos se convirtieron en el hogar de un gran número de mujeres que eran esposas de oficiales militares del lado nacionalista.  Podían vivir cómodamente, ya que su parte de España no estaba en un estado de guerra total.  Ambas ciudades tenían zonas de viviendas y zonas militares.  En las zonas militares hay servicios médicos y prostitutas. Las enfermeras nacionalistas que trabajaban en estas zonas eran vistas como esenciales pero transgresoras, ya que ocupaban espacios masculinos.  Como tal, su comportamiento siempre fue muy vigilado. La pobreza y la necesidad económica a menudo empujaron a muchas mujeres a la prostitución, donde floreció detrás de las líneas nacionalistas. El hecho de que las fuerzas nacionalistas lucharan por una España que apoyara las estructuras familiares tradicionales y se opusiera a la prostitución no impidió que los oficiales nacionalistas utilizaran prostitutas. Estos burdeles a menudo implicaban atracones de bebida por parte de los agentes y violencia física ejercida sobre los cuerpos de las mujeres que compraban.

## España franquista (1938–1973)
La prostitución y la forma de combatirla era un problema para el régimen de Franco, dada su aceptación histórica y las opiniones católicas que se oponían a ella.  Para combatirla se creó un celoso sistema de control de la moralidad pública.
Las lesbianas en las cárceles franquistas fueron acusadas de prostitución en lugar de homosexualidad, lo que hace imposible determinar su número en comparación con los hombres homosexuales. Esto se debía a que el régimen sólo tenía dos categorías para el empleo de las mujeres: amas de casa y prostitutas.